# Teodorico di Altena
Teodorico di Altena conosciuto come Teodorico di Altena-Isenberg; in tedesco: Dietrich von Altena-Isenberg (1215 circa – 1301) fu conte di Altena, nell'attuale Germania, dal 1226 al 1243 e conte di Limburg-Stirum dal 1243 alla sua morte.

## Origine
Secondo la Allgemeine Deutsche Biographie, Teodorico era il figlio primogenito del conte della contea di Altena, Federico di Isenberg e della moglie, Sofia di Limburgo, che, come ci viene confermato dal documento n° CLXII della Histoire du Limbourg, vol VI: Codex diplomaticus Valkenburgensis. in cui il figlio di Sofia (Teodorico) si definisce figlio della sorella del duca Enrico IV, era quindi figlia del conte consorte di Lussemburgo, Duca di Limburgo e Conte di Arlon, Valerano III e della moglie, Cunegonda di Lorena.

Federico di Altena, secondo la Chronica Comitum de Marka, era il figlio secondogenito del contea di Altena, Arnoldo I (erroneamente citato come Evherardus), e della moglie, Matilde di Styrum, citata (uxoris sue illustris matrone Methildis) assieme al marito (frater noster germanus Arnoldus comes in Althena) da Adolfo, arcivescovo di Colonia, nel documento nº 643 del Niederrheins Urkundenbuch, Band IV.

## Biografia
Suo padre, Federico, che a quanto pare, aveva abusato della sua posizione per frodare le suore di un'abbazia di Essen di cui era balivo, era stato portato in tribunale dal cugino Engelberto, arcivescovo di Colonia e conte di Berg. 

Engelberto fu ucciso mentre ritornava con Federico a Colonia da Soest, dove avevano partecipato a un'udienza giudiziaria; la morte di Engelberto viene citata negli Annales Spirenses e nella Chronica Minor Auctore Minorita Erphordiensi, in cui viene citato anche il nome di Federico di Isenberg, ed infine riportata per esteso dalla Chronica Albrici Monachi Trium Fontium. Il corpo di Engelberto fu portato a Colonia sopra un carro di letame; quando fu esaminato si contarono quarantasette ferite. Non si sa se l'uccisore sia stato il solo Federico. Si ritiene che dietro l'uccisione di Engelberto ci sia stato un intero gruppo di nobili scontenti, secondo i quali l'arcivescovo rappresentava una grave minaccia ai loro interessi; anche la Chronica Comitum de Marka, riporta l'avvenimento, riferendo che Federico fu aiutato dai fratelli, Teodorico, vescovo di Münster, e Engelberto, vescovo di Osnabrück, spinti dal cognato di Federico, Enrico.
La Chronica Comitum de Marka, riporta che suo padre, Federico fu scomunicato e, sia l'imperatore, Federico II di Svevia, che il re dei Romani, Enrico, condannarono l'omicidio e privarono Federico ed i suoi eredi dei titoli e occuparono tutti i suoi domini, distruggendo il castello di Isemberg.

La Chronica Albrici Monachi Trium Fontium riporta che Federico fuggì a Roma, dove rimase circa un anno; poi, come un mercante, tornò al Nord, ma nella zona di Liegi fu riconosciuto da Baldovino di Jeneffe, fatto prigioniero e, venduto, a caro prezzo alla diocesi di Colonia; trasferito a Colonia fu trascinato per tutta la città e poi sottoposto al supplizio della ruota; al momento della sua morte fu intonato un Te Deum; anche la Chronica Comitum de Marka, riporta la cattura e l'esecuzione di Federico, mediante la ruota.
Secondo la Allgemeine Deutsche Biographie, quando il cugino, Adolfo I, seppe della confisca dei beni di Federico ne approfittò per ampliare la sua parte della contea di Altena, cominciando a prendere la denominazione di Contea di Mark.
Dopo che Federico era stato messo al bando, la moglie Sofia con i figli si rifugiò presso il padre, Valerano III, ed il fratello, Enrico IV, e quest'ultimo aiutò il nipote, Teodorico, a riconquistare parte dei domini paterni.

Secondo il documento n° CLX della Histoire du Limbourg, vol VI: Codex diplomaticus Valkenburgensis., datato 1242, Teodorico si riconobbe vassallo dello zio, Enrico IV, duca di Limburgo e conte di Berg.
L'anno successivo, nel 1243, Teodorico e lo zio Enrico IV, secondo il documento n° CLX della Histoire du Limbourg, vol VI: Codex diplomaticus Valkenburgensis., fecero la pace col cugino, il conte di Altena, Adolfo I, che aveva preso il titolo di conte di Mark.

In quello stesso anno, Teodorico, nel documento nº 543 del Westfälisches Urkunden-Buch, band VII, fu citato come conte di Isemberg (Theoderico comiti de Ysinberg).
Nel 1244, Teodorico si impegnò di non occupare il castello di Isemberg, senza il consenso di suo zio, Enrico IV (avunculi mei ducis de Lymborch et comitis de Monte), come da documento n° CLXXIV della Histoire du Limbourg, vol VI: Codex diplomaticus Valkenburgensis..
Teodorico (Theodericus comes de Lymburg), nel 1251, fece una donazione all'abbazia di Saam, a Mülheim an der Ruhr, come da documento nº 372 del Niederrheins Urkundenbuch, Band II.
Col documento nº 529 del Urkundenbuch für die Geschichte des Niederrheins, Volume 2, datato 1263, Teodorico, con la moglie Adelaide ed il figlio primogenito, Giovanni (Th. comes de Ysenberg, Aleydis nobilis mulier sua uxor, necnon Johannes filius eorundem), diede in pegno una proprietà alla cugina, Margherita di Hochstaden, contessa di Berg ed al suo figlio primogenito, Adolfo (domine M. comitisse de Monte, Adolfo suo primogenito).
Nel 1277, Teodorico, citato come conte di Limburgo (Theodericus de Limporch), fu tra coloro che dichiararono guerra all'arcivescovo di Colonia, Siegfried von Westerburg, come conferma il documento n° CXXXIII del Akademische Beiträge zur Gülch- und Bergischen Geschichte, band III.

In questo periodo, molto probabilmente, muore il figlio primogenito, Giovanni, in quanto nel documento n° XVI del Akademische Beiträge zur Gülch- und Bergischen Geschichte, band II, datato 1278, Teodorico viene citato col figlio secondogenito, Eberardo (Th. comes de Lymburg nec non Euerhardus filius noster).

Comunque il documento nº 746 del Urkundenbuch für die Geschichte des Niederrheins, Volume 2, datato 1280, conferma la morte di Giovanni, citandone i figli (Th. comes de Limburg, Aleidis comitissa eius uxor legitima, Everhardus filius noster, Theodericus et Fredericus filii quondam Johannis de Limburg).
Teodorico morì nel 1301, e, nei titoli di conte di Limburgo e conte di Isemberg, gli succedette il figlio secondogenito, Eberardo.

## Matrimonio e discendenza
Teodorico aveva sposato Adelaide di Sayn, come ci viene confermato dal documento nº 372 del Niederrheins Urkundenbuch, Band II.

Teodorico da Adelaide ebbe almeno due figli: 
- Giovanni[19] († prima del 1278[22])
- Eberardo[21] († dopo il 1304), conte di Limburgo e conte di Isemberg, come ci confermano le Europäische Stammtafeln XVIII, 4 (non consultate)[24].

### Fonti primarie
- (LA)  Urkundenbuch für die Geschichte des Niederrheins, Volume 2.
- (LA)  Urkundenbuch für die Geschichte des Niederrheins, Volume 4.
- (LA)  Monumenta Germaniae Historica, tomus XVII.
- (LA)  Monumenta Germaniae Historica, tomus XXIII.
- (LA)  Monumenta Germaniae Historica, tomus XXIV.
- (LA)  Westfälisches Urkunden-Buch, band VII.
- (LA)  Monumenta Germaniae Historica, Scriptores rerum Germanicarum, Nova series, tomus VI.
- (LA)  Akademische Beiträge zur Gülch- und Bergischen Geschichte, band III
- (LA)  Akademische Beiträge zur Gülch- und Bergischen Geschichte, band II

### Letteratura storiografica
- (DE)  Eberhard I. (Graf von Altena und Mark), da Allgemeine Deutsche Biographie
- (LA)  Histoire du Limbourg, vol VI: Codex diplomaticus Valkenburgensis.